# Abedulares de la península ibérica

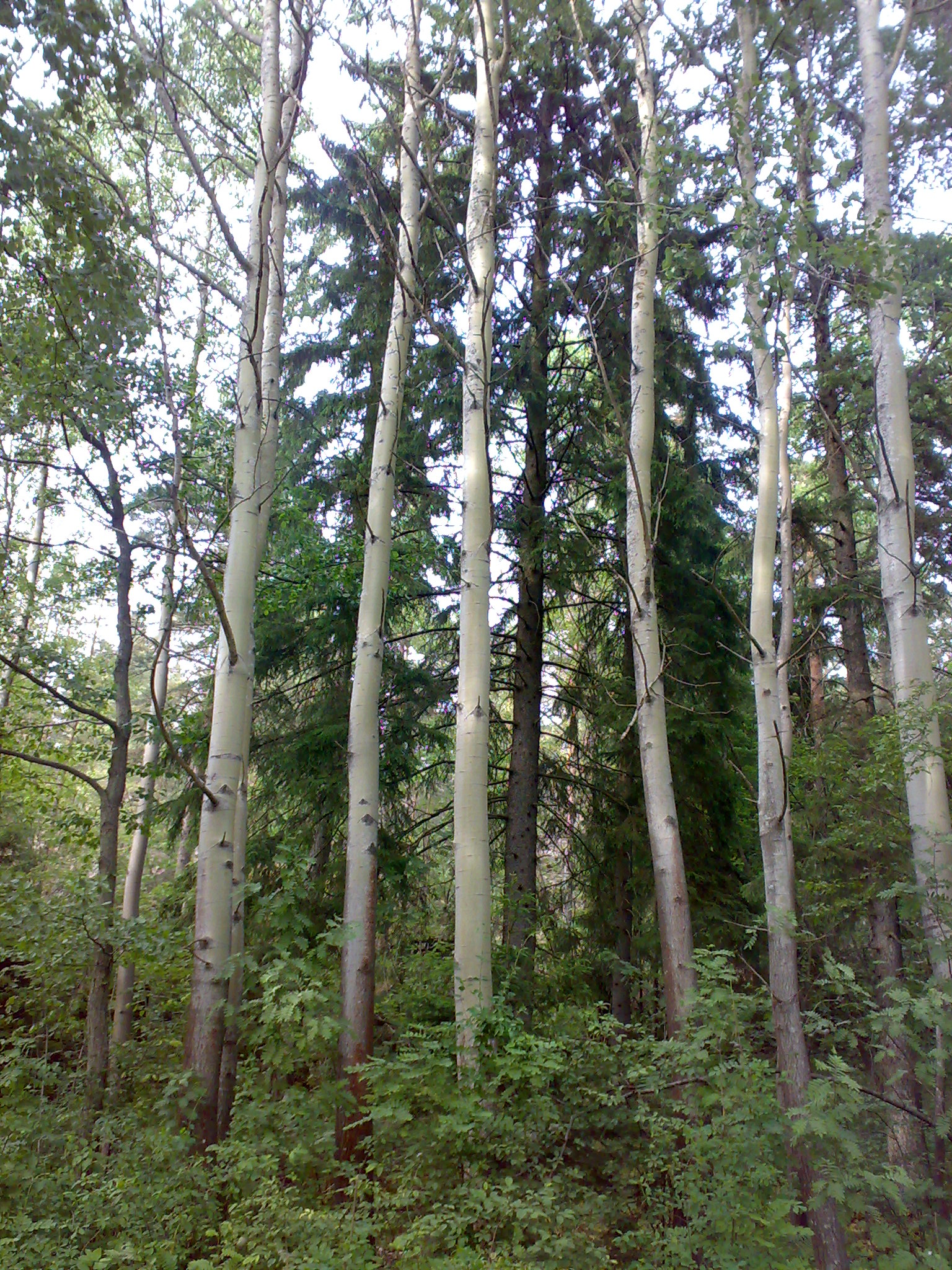
Bosquete de temblones

En la provincia atlántica los abedules forman enclaves o bosquetes al pie de los cantiles rocosos o en los claros de los hayedos, sobre suelos más pobres y acidificados, acompañados por el temblón y el serbal de cazadores. Otras veces ocupa un piso propio, por encima del dominio del haya, en la zona montana de las montañas silíceas; este piso suele ser de poca extensión y generalmente asociado con el roble albar y serbales.
Los abedules los podemos encontrar también en medio de bosques de pinos albar... En la provincia de Soria podemos encontrar uno de los mejor conservados de toda España.
- Datos: Q17619931